# Pierre-Jean Clausse
Pierre-Jean Clausse, nascido em 18 novembro 2002, é um pesquisador e ativista ambiental francês engajado na luta contra o aquecimento global. Atualmente é Embaixador da União Europeia para o Pacto Climático.
Pierre-Jean Clausse nasceu em Lille em 18 de novembro de 2002. Frequentou a Escola Bilíngue Internacional. Depois de se preparar para o vestibular para a Sciences Po no Instituto Particular de Preparação para Estudos Superiores (Ipésup), ele finalmente decidiu estudar geopolítica no King's College London. Em seguida, tornou-se advogado associado de sua clínica jurídica em novembro de 2021, onde participou principalmente da elaboração de um amicus curiae para defender o caso do detento Abd al-Rahim al-Nashiri; sua contribuição levou a uma mudança de posição da administração Biden, após consulta ao Departamento de Justiça.
Ele também é o fundador da Génération Maastricht, um think tank europeu focado em questões da juventude, que ele representa para organizações internacionais como as Nações Unidas. Ele foi posteriormente nomeado membro da comissão "direito ambiental" da União Internacional para a Conservação da Natureza por um período de quatro anos.Seu trabalho se materializou principalmente na defesa do direito ao meio ambiente saudável j unto ao governo inglês: notadamente apresentou vários argumentos escritos aos parlamentares em favor de um novo protocolo à Convenção Europeia de Direitos Humanos, trabalho também defendido na COP27.
Pierre-Jean Clausse foi nomeado Embaixador da União Europeia para o Pacto Climático pela Comissão Europeia em maio de 2022. Aos 19 anos, ele era o mais jovem a ser nomeado para esta posição.